# Barbablù (romanzo)
Barbablù (Bluebeard) è un romanzo scritto nel 1987 dallo scrittore statunitense Kurt Vonnegut.
Il sottotitolo del libro è Autobiografia di Rabo Karabekian ed in effetti si tratta di un romanzo narrato in prima persona dal protagonista, che racconta sia la propria autobiografia sia il diario dell'estate 1987.

## Trama
I genitori di Rabo sono due armeni, scappati dal proprio paese nel 1916 per sfuggire al genocidio e morti senza essersi mai integrati nel paese adottivo, gli Stati Uniti. Rabo, vedovo della seconda moglie, era stato abbandonato in precedenza dalla prima che se n'era andata con i due figli, accusandolo di perdersi dietro alle velleità di pittore e marcante d'arte anziché cercare un lavoro sicuro. Rabo vive in una grande villa a Long Island; sulla spiaggia prospiciente incontra Circe Berman, vicina di casa e vedova, di ventotto anni più giovane; i due instaurano una relazione. Non v'è nulla di erotico nella nostra relazione. Io ho ventotto anni più della signora Berman e sono diventato troppo brutto perché alcuno, tranne un cane, mi ami.
Rabo aveva abbandonato Sant'Ignacio all'età di diciassette anni per lavorare a New York per un artista grafico di origini armene, Dan Gregory (Gregorian). Dopo tre anni viene cacciato per aver allacciato una relazione con la sua assistente e compagna Marilee Kemp. Rabo conduce quindi un'esistenza difficile fra le ambizioni artistiche e la necessità di condurre una vita in grado di sostenere la prima famiglia che ha costituito.
Cassata l'ambizione di diventare un artista, a causa dell'uso errato di una vernice speciale che provoca la rovina di tutte le sue opere, Rabo si trova a diventare un fortunato mercante d'arte, grazie alla frequentazione dell'ambiente degli artisti che hanno dato vita all'Espressionismo astratto.
Circe Berman modifica l'esistenza dell'anziano Rabo, rendendola più aperta: rimane tuttavia una parte che Rabo non intende condividere, ossia il contenuto del suo studio, un magazzino lungo e stretto detto il patataio. Nessuno dovrebbe entrarci fino alla morte di Rabo, secondo le sue intenzioni.
Al termine dell'estate passata con la Berman, però, Rabo decide di vincere le proprie paure .. è l'ultima cosa che ho da dare al mondo.. Non voglio essere presente, quando la gente dirà se vale o meno. Conduce quindi la Berman nel capannone e le mostra il contenuto: un dipinto alto duecentosettanta centimetri e lungo ventun metri e mezzo.
Il quadro, intitolato ‘'Adesso tocca alle donne'’, riproduce una vallata verde in primavera con i ritratti in varie dimensioni di 5219 persone e rappresenta il luogo dove si trovava lo stesso Rabo il giorno in cui finì la seconda guerra mondiale. Rabo è in grado di raccontare una piccola biografia di tutte le persone rappresentate.
Date la perfezione tecnica e l'emozione che permeano l'opera, essa sarà l'attrattiva di quello che diventerà un museo pubblico, riconciliando Rabo con la propria ambizione sconfitta per gran parte della vita.

## Edizioni
- Kurt Vonnegut, Barbablù, collana Le finestre, traduzione di Pier Francesco Paolini, 1ª ed., Milano, Bompiani, novembre 1992  [1987], ISBN 88-452-1960-7.
- Kurt Vonnegut, Barbablù, collana Tascabili narrativa, traduzione di Pier Francesco Paolini, Milano, Bompiani, ottobre 2023  [1987], ISBN 9788830120662.